# Олів'є Рує
Олів'є Рує (фр. Olivier Rouyer, нар. 1 грудня 1955, Нансі) — французький футболіст, що грав на позиції нападника. По завершенні ігрової кар'єри — тренер.
Виступав, зокрема, за клуби «Нансі» та «Ліон», а також національну збірну Франції.

## Клубна кар'єра
Вихованець клубу «Нансі», де навчався разом із Мішелем Платіні. У дорослому футболі дебютував 1973 року і за сезон 1973/74 взяв участь у 10 матчах чемпіонату, в яких забив лише 1 гол, тому на наступний сезон був відданий в оренду в клуб другого дивізіону «Шомон».
Повернувшись 1975 року до «Нансі» Рує зумів таки закріпитись в основі та відіграв за команду з Нансі ще шість сезонів своєї ігрової кар'єри. Більшість часу, проведеного у складі «Нансі», був основним гравцем атакувальної ланки команди та одним з головних бомбардирів команди, маючи середню результативність на рівні 0,36 гола за гру першості. У 1978 році він з командою виграв Кубок Франції.
Згодом протягом 1981—1984 років захищав кольори клубу «Страсбур», а 1984 року уклав контракт з клубом «Ліон», у складі якого провів наступні два роки своєї кар'єри гравця. Граючи у складі «Ліона» також здебільшого виходив на поле в основному складі команди.
Завершував кар'єру в аматорських клубах зі Страсбурга «Нойдорф» і «Кенігсгоффен», за які виступав протягом 1986—1990 років.

## Виступи за збірні
У 1976 році захищав кольори олімпійської збірної Франції на Літніх Олімпійських іграх, разом з якою дійшов до чвертьфіналу. А за рік до того у її складі здобув Срібну медаль на Середземноморських іграх 1975 року в Алжирі.
9 жовтня 1976 року дебютував в офіційних матчах у складі національної збірної Франції в грі відбору на чемпіонат світу 1978 року проти Болгарії (2:2).
У складі збірної був учасником чемпіонату світу 1978 року в Аргентині, зігравши на турнірі у двох матчах, а його команда не подолала групового етапу.
Загалом протягом кар'єри у національній команді, яка тривала 6 років, провів у її формі 17 матчів, забивши 2 голи.

## Кар'єра тренера
Розпочав тренерську кар'єру невдовзі по завершенні кар'єри гравця, 1991 року, очоливши тренерський штаб клубу «Нансі», де працював до 1994 року
1999 року недовго був головним тренером швейцарського «Сьйона».

## Особисте життя
Після закінчення своєї спортивної кар'єри у французькій газеті L'Équipe Magazine від 16 лютого 2008 року Рує зробив камінг-аут як гомосексуал. Він заявив, що відкрито живе своєю сексуальністю з моменту прибуття до «Страсбурга» в 1981 році. За його словами, це була причина, яка коштувала йому посади тренера в «Нансі» в 1994 році.
Також працював футбольним експертом та коментатором на французьких телеканалах Canal+ та L'Équipe.

## Статистика виступів

### Статистика виступів за збірну
| Дата       | Місто          | Господарі | Результат | Гості      | Турнір            | Голи | Примітки      |
| ---------- | -------------- | --------- | --------- | ---------- | ----------------- | ---- | ------------- |
| 09/10/1976 | Софія (місто)  | Болгарія  | 2 – 2     | Франція    | Відбір до ЧС 1978 | -    | вийшов на 61' |
| 17/11/1977 | Париж          | Франція   | 2 – 0     | Ірландія   | Відбір до ЧС 1978 | -    | вийшов на 71' |
| 23/02/1977 | Париж          | Франція   | 1 – 0     | ФРН        | товариський матч  | 1    |               |
| 30/03/1977 | Дублін         | Ірландія  | 1 – 0     | Франція    | Відбір до ЧС 1978 | -    |               |
| 23/04/1977 | Женева         | Швейцарія | 0 – 4     | Франція    | товариський матч  | 1    | вийшов на 46' |
| 26/06/1977 | Буенос-Айрес   | Аргентина | 0 – 0     | Франція    | товариський матч  | -    |               |
| 30/06/1977 | Ріо-де-Жанейро | Бразилія  | 2 – 2     | Франція    | товариський матч  | -    | вийшов на 59' |
| 08/02/1978 | Неаполь        | Італія    | 2 – 2     | Франція    | товариський матч  | -    |               |
| 19/05/1978 | Вільнев-д'Аск  | Франція   | 2 – 0     | Туніс      | товариський матч  | -    | вийшов на 46' |
| 02/06/1978 | Мар-дель-Плата | Італія    | 2 – 1     | Франція    | ЧС 1978           | -    |               |
| 10/06/1978 | Мар-дель-Плата | Угорщина  | 1 – 3     | Франція    | ЧС 1978           | -    |               |
| 01/09/1978 | Париж          | Франція   | 2 – 2     | Швеція     | Відбір до ЧЄ 1980 | -    |               |
| 02/05/1979 | Іст-Ратерфорд  | США       | 0 – 6     | Франція    | товариський матч  | -    |               |
| 27/02/1980 | Париж          | Франція   | 5 – 1     | Греція     | товариський матч  | -    | вийшов на 56' |
| 26/03/1980 | Париж          | Франція   | 0 – 0     | Нідерланди | товариський матч  | -    | вийшов на 71' |
| 19/11/1980 | Ганновер       | ФРН       | 4 – 1     | Франція    | товариський матч  | -    | вийшов на 60' |
| 15/05/1981 | Париж          | Франція   | 1 – 3     | Бразилія   | товариський матч  | -    |               |
| Усього     |                | Матчів    | 17        |            | Голів             | 2    |               |

## Титули і досягнення
- Володар Кубка Франції (1):

«Нансі»: 1977/78